# Mosquitoxylum jamaicense
Mosquitoxylum  es un género monotípico de fanerógamas, perteneciente a la familia de las anacardiáceas. Su única especie: Mosquitoxylum jamaicense Krug & Urb., es originaria de América.

## Descripción
Es un árbol de tamaño pequeño a mediano, que alcanza hasta 20 m de alto y 25 cm de ancho, con contrafuertes poco desarrollados, corteza exterior lisa a levemente fisurada, café-grisácea, corteza interna delgada y rojiza, savia blanquecina; ramas prominentemente lenticeladas. Las hojas son alternas, siempreverdes, imparipinnadas, de 11–51.5 cm de largo, 11–27-folioladas; con folíolos opuestos a subopuestos, obovados a oblanceolados, oblongos o elípticos. Las inflorescencias son terminales y axilares, las últimas ramas espigadas, densamente pubescentes, de 8–24.5 cm de largo, con pedúnculo de 1–10 cm de largo; las flores son sésiles, abrazadas por una bráctea y dos bractéolas. El fruto ovoide a subgloboso, lateralmente comprimido, de 7–8 mm de diámetro, glabro, con mesocarpo delgado y carnoso y endocarpo óseo; las semillas ocupando una pequeña porción del lóculo.

## Distribución y hábitat
Es localmente común, en bosques semicaducos a perennifolios, húmedos, secundarios y primarios  de la  zona atlántica; a una altitrtud de 20–1000 m , desde México a Colombia y Ecuador, también en Jamaica.

## Taxonomía
Mosquitoxylum jamaicense fue descrita por Krug & Urb. y publicado en Notizblatt des Königlichen botanischen Gartens und Museums zu Berlin 1(2): 79. 1895.